# Salem, New Hampshire
Salem är en kommun (town) i Rockingham County i New Hampshire i USA som hade 30 089 invånare år 2020.

## America's Stonehenge
I kommunen ligger turistattraktionen America's Stonehenge, vilken består av ett trettio tunnland stort område, fullt med underliga stenformationer. Vissa tror att det är lämningar efter en gammal astronomisk observationsplats, byggt av en okänd civilisation. Andra anger den mer prosaiska förklaringen att stenarna sattes upp av bönder som ett led i tvåltillverkning.